# Divisió de Nagpur
La divisió de Nagpur és una entitat administrativa de Maharashtra, a l'extrem oriental de l'estat. Junt amb la divisió d'Amravati conformen la regió de Vidarbha.
La divisió fou creada el 1861 quan es van crear les Províncies Centrals per la unió de la província de Nagpur i els Territoris de Saugor i Nerbudda. Fins al 1861 la divisió de Nagpur era part de la província de Nagpur (annexionada el 1853) però no existia com entitat administrativa. La divisió de Nagpur la formaven els següents districtes:
- Districte de Balaghat
- Districte de Wardha
- Districte de Nagpur
- Districte de Chanda
- Districte de Bhandara

La superfície era de 60.919 km² i la població el 1881 de 2.758.116 habitants, el 1891 de 2.982.539 habitants i el 1901 de 2.728.063 habitants. Els hindús eren el 84% i animistes el 13% i hi havia minories de musulmans, jainistes i cristians. Les ciutats eren 24 (de 59 a tota la província) amb 7.898 pobles. La capital era Nagpur amb 127.734 habitants. El campament militar era Kamptee (38.888 habitants) a 15 km de Nagpur.
Després de la independència les Províncies Centrals i Berar van esdevenir l'estat de Madhya Bharat i després, per la unió amb el Principat de Bhopal, l'estat de Madhya Pradesh l'1 de novembre de 1956. En aquest moment les divisions de Amravati i Nagpur foren transferides a l'estat de Bombai excepte el districte de Balaghat que va restar a Madhya Pradesh. L'estat de Bombai fou rebatejat Maharashtra el 1860.
La divisió va quedar formada per quatre districtes als que es van afegir els de nova creació, fina l'actualitat que són sis districtes:
- Districte de Wardha
- Districte de Nagpur
- Districte de Chandrapur
- Districte de Bhandara
- Districte de Gadchiroli
- Districte de Gondia

La superfície és de 51.336 km² i la població de 10.665.939 habitants al cens del 2001.